# Kitzburg

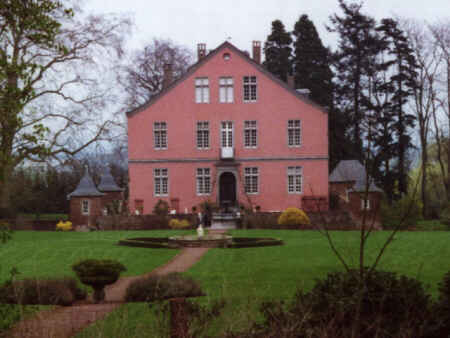
Gartenansicht

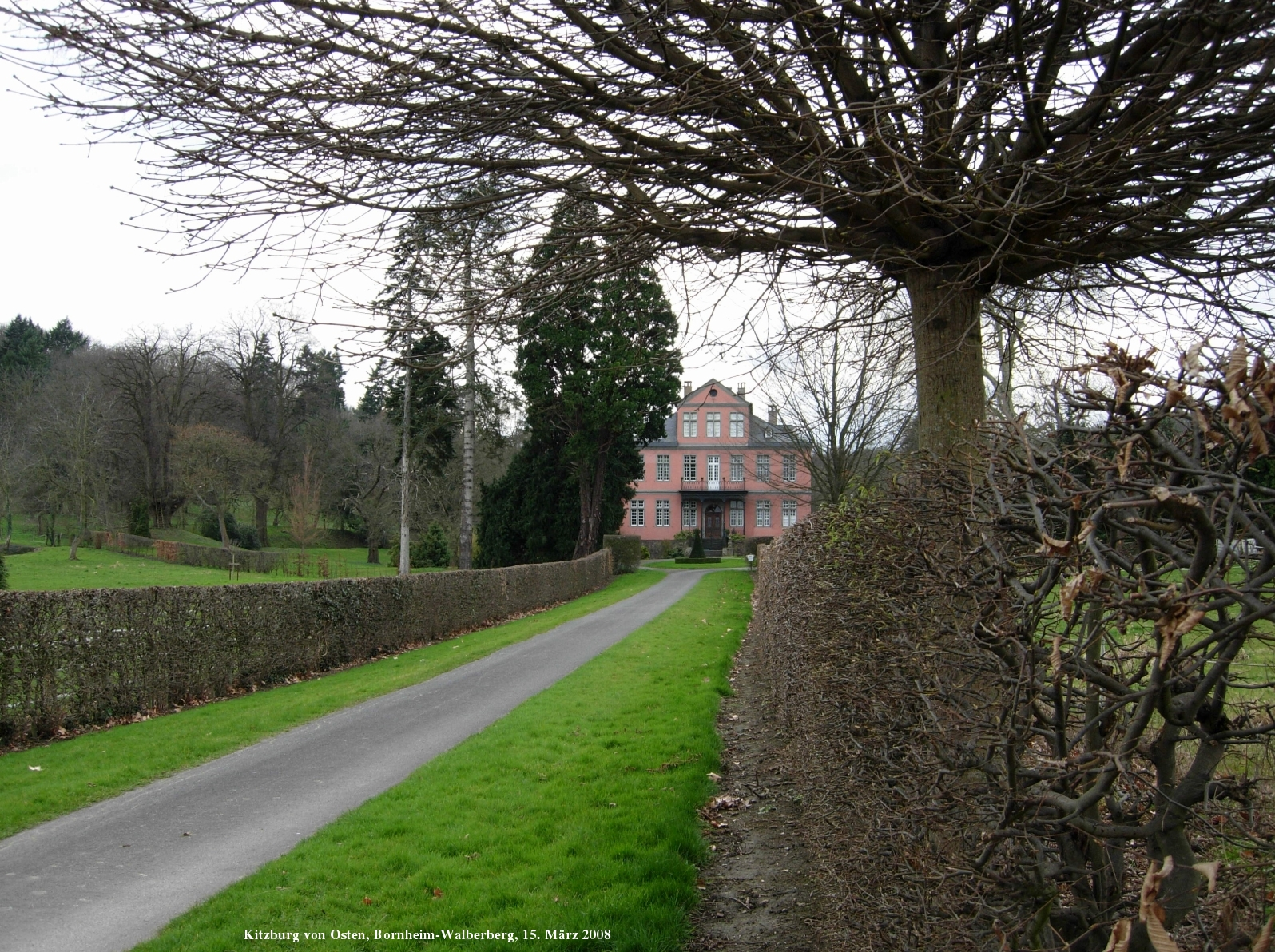
Zufahrt

Die Kitzburg ist ein Wasserschloss am südlichen Ortsrand von Walberberg, einem Stadtteil von Bornheim im Rhein-Sieg-Kreis (Nordrhein-Westfalen, Deutschland). Sie befindet sich in Privatbesitz und kann nicht besichtigt werden. Die Kitzburg steht als Baudenkmal unter Denkmalschutz.

## Beschreibung
Die Kitzburg ist ein kleiner Herrensitz, der von einem romantischen Park umgeben und über eine geradlinige, 500 Meter lange Heckenallee erreichbar ist. Sie liegt auf einem von Osten nach Westen zum Vorgebirge ansteigenden Gelände mit Blickverbindung zu den Schlossanlagen von Augustusburg und Falkenlust. Das barocke Herrenhaus entstand zwischen 1671 und 1682. Es befindet sich auf einer ummauerten, künstlichen Insel, die einen quadratischen Grundriss aufweist und an deren Ecken vier kleine Eckpavillons stehen. Der an der Südostecke gelegene Pavillon diente als Hauskapelle. Über drei Brücken ist es möglich, die Gräfte zu überqueren. Nordwestlich der Insel befindet sich eine Vorburg.

## Geschichte
In der Nähe der heutigen Kitzburg, südlich des Franz-von-Kempis-Weges, weisen Funde aus antiker Zeit auf die Anlage einer villa rustica, eines römischen Gutshofes hin. Das heutige Herrenhaus der Kitzburg steht auf mittelalterlichen Fundamenten aus dem 13. Jahrhundert, wovon die Ummauerungen der künstlich angelegten Hausinsel künden. Sie enthalten u. a. Bruchstücke des Römerkanals, der im Mittelalter für viele Bauten als Steinbruch herhalten musste.
In der Zeit von 1350 bis 1549 war die Kitzburg ein Lehen des Kölner Erzbischofs, der dort Amtmänner einsetzte, um die Gerichtsbarkeit auszuüben. Diese benutzten Haus Kitzburg jeweils als Dienstsitz, so auch der erste nachweisbare Herr der Burg, der Amtmann Zwyffel van (Walber) Bergh. Einer seiner Nachfolger war 1547 ein Junker Gymnych, Kyßborch.
1550/51 wurde die damalige Burg an den Amtmann in Brühl, einen Herrn von Wulfskehl, verkauft. Es handelt sich dabei um Gerhard Anton von Wolfskehl, Sohn des Gerhard von Wolfskehl, Amtmann zu Brühl, Deutz und Königsdorf, „Thürwärter“ des Erzbischofs zu Köln, und der Luffardis von der Portzen. Aus dem kurfürstlichen Lehen wurde damit ein Allodialbesitz.

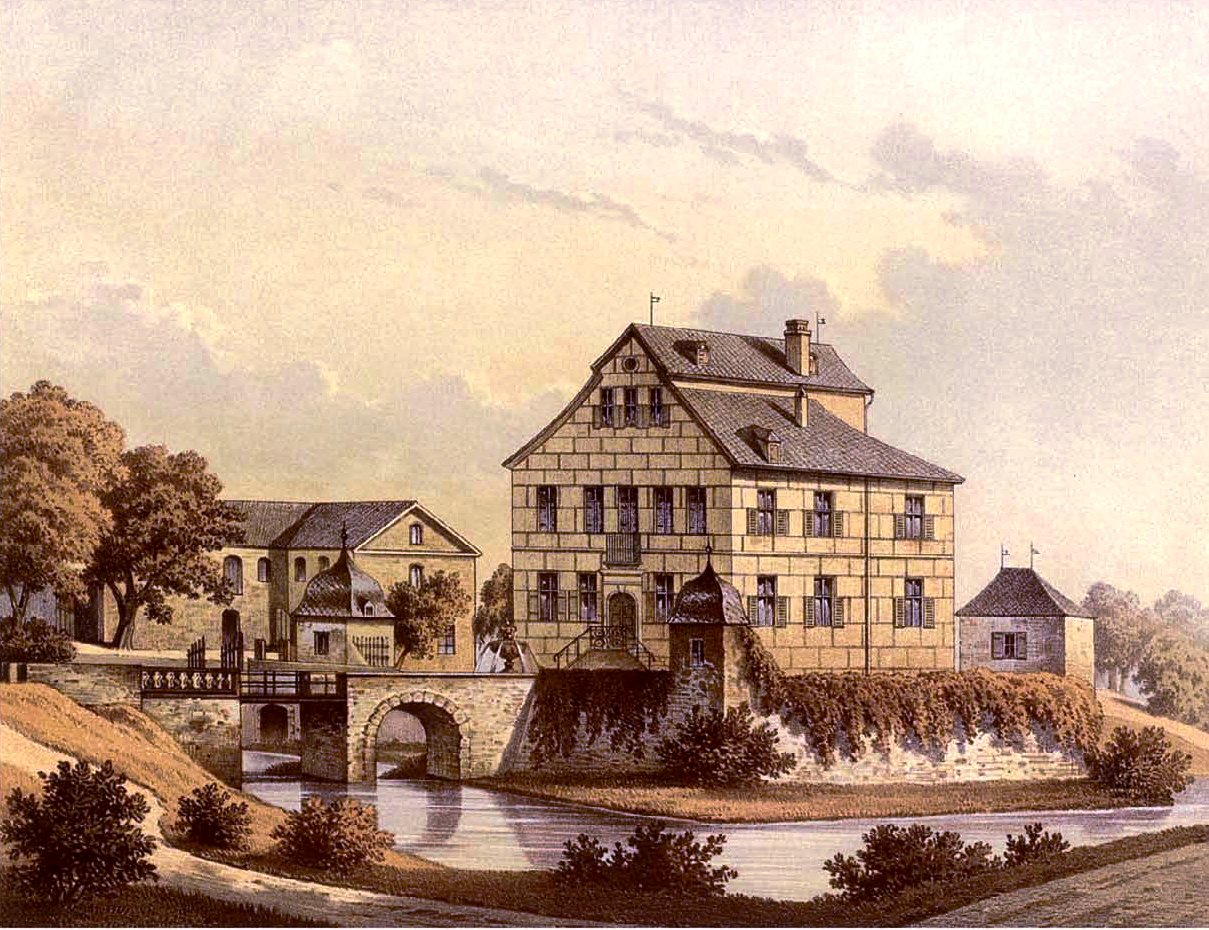
Die Kitzburg um 1860, Sammlung Alexander Duncker

Nachdem das Anwesen (u. a. 97 Morgen Ackerland inklusive einer Mühle) mit Kaufvertrag vom 25. Januar 1671 in den Besitz des Franz Egon von Fürstenberg-Heiligenberg, Bischof zu Straßburg, gekommen war, ließ dieser das heutige Herrenhaus renovieren und die gesamte Anlage nach italienischen Vorbildern umgestalten. Der neue Eigentümer nennt das herrschaftliche Anwesen fortan Fürstenburg. Erst ab 1682 (nach dem Tod von Fürstenberg), als Kanonikus Thomas von Quentel Besitzer der Burg ist, wird diese auf sein Bestreben hin wieder Kitzburg genannt.
Kanonikus Johann Thomas von Quentel verkaufte am 16. November 1757 die Kitzburg an Felix Joseph von Becker. Noch im gleichen Jahr ging die Kitzburg auf Franz Peter von Becker und Maria Ursula von Herwegh über. Ihnen folgten als Eigentümer u. a. Everhard und zuletzt Clemens von Groote. Clemens von Groote kam 1905 bei einem Jagdunfall ums Leben und so erbte sein Vetter Franz von Kempis die Kitzburg. Die Nachfolge übernahm 1960 dessen Tochter Karola von Kempis. Sie ließ die durch einen Bombenangriff im Jahr 1942 verursachten Kriegsschäden an Dächern und Mauern in den Jahren 1962 bis 1964 beseitigen und die Burg im alten Stil renovieren. Dabei erhielt das Haupthaus einen Außenanstrich in einer Farbe, wie sie auf einem alten Plan von 1763 zu sehen ist. 1973 übernahm ihr Neffe, Franz-Raban Freiherr von Canstein, die Kitzburg und übergab den Besitz 2004 an seinen Sohn Magnus Freiherr von Canstein.
Die Eintragung der Kitzburg in die Denkmalliste der Stadt Bornheim erfolgte im März 1982.

## Sonstiges
Von Ende 2000/Anfang 2001 bis Anfang 2004 diente die Kitzburg unter dem Namen „Gut Schönberg“ als Kulisse für die Fernsehserie Verbotene Liebe. Die Folgen „Hase und Igel“ (2000) und „Auf eigene Faust“ (2008) der Serie Alarm für Cobra 11 entstanden ebenfalls teilweise hier. Die Kitzburg diente auch als Kulisse in der Serie Mord mit Aussicht, 3. Folge der ersten Staffel, „Fingerübungen“ (Erstausstrahlung am 21. Januar 2008).